# Nombre
Un nombre (també número, segons l'AVL) és el concepte que sorgeix del resultat de comptar les coses que formen un agregat, o una generalització d'aquest concepte. Aquesta és la definició que li dona el diccionari normatiu de l'Institut d'Estudis Catalans. En aquesta definició queden clarament inclosos tots els tipus de nombres que tracten les matemàtiques, perquè tots són generalitzacions del concepte dels nombres que es fan servir per a comptar, és a dir, els nombres naturals.
Totes les llengües no donen pas exactament el mateix sentit a la traducció de la paraula catalana nombre:
- En anglès, segons el diccionari Oxford,[4] number és una idea, un símbol o una paraula que indiquen una quantitat d'unitats.
- En castellà, segons el diccionari de la Reial Acadèmia de la Llengua Espanyola,[5] la paraula número significa l'expressió de la quantitat computada amb relació a una unitat. Aquesta definició fa difícil d'incloure dins el seu significat tipus de nombres com els nombres complexos o els nombres hiperreals. A més, en castellà número significa també el signe o conjunt de signes que representen el nombre.
- En alemany, l'equivalent a la paraula nombre es diu Zahl. Per a expressar el nombre d'elements d'un conjunt finit, s'empra el mot Anzahl. El concepte de número es tradueix amb Nummer i la xifra es tradueix amb Ziffer.

Els nombres es fan servir per a codificar o identificar, ordenar, comptar i per mesurar. Els signes que serveixen per a representar els nombres en un sistema de numeració es diuen xifres, però habitualment la paraula nombre es fa servir tant per a designar el concepte com el signe. En matemàtiques, el concepte de nombre s'ha anat generalitzant i abasta nombres tals com el 0, els nombres negatius, els nombres racionals, els nombres irracionals, i els nombres complexos.
Una regla que permet obtenir un nombre d'un conjunt a partir d'un parell de nombres del mateix conjunt es diu operació. Exemples d'operacions són la suma, la resta, la multiplicació, la divisió i la potència.
La ciència que estudia els nombres és l'aritmètica. Els nombres varen sorgir en la prehistòria, amb la necessitat de comptar, sobretot per motius econòmics, els objectes i pertinences. Això no obstant, hi ha cultures que no han desenvolupat un sistema de numeració, i que tenen únicament els conceptes d'un, dos (o plural) i molts.

## Nocions a distingir
Xifra
Una xifra és qualsevol dels signes que serveixen per a representar els nombres en un sistema de numeració. Un error molt freqüent és el de confondre la xifra amb el nombre. Les xifres emprades per a escriure els nombres en base deu són: {0, 1, 2, 3, 4, 5, 6, 7, 8, 9}. En el sistema de numeració romana, les xifres són: {I, V, X, L, C, D, M}
Nombre
El concepte que sorgeix del resultat de comptar i les seves generalitzacions. El nombre és el concepte abstracte, no és ni la xifra ni la combinació de xifres ni la quantitat d'objectes concrets que representen sinó el que representen en sentit abstracte.
Número
Un número és simplement una combinació de xifres, que no té per què respectar pas una enumeració, i que juga el rol d'una etiqueta numèrica. Exemple: Visc al número 293 del carrer…

## Definicions de nombre
Diversos pensadors han definit el concepte de nombre de diverses formes.
Pompeu Fabra dona la definició que emprem avui en dia: 
| « | Un nombre és el concepte que sorgeix del resultat de comptar les coses que formen un agregat, o una generalització d'aquest concepte. | » |

Altres definicions de nombre fetes per diferents pensadors són:
- Nombre és l'essència i el principi de totes les coses (Pitàgores).[9][10]
- Nombre és la proporció abstracta entre una quantitat i una altra quantitat de la mateixa espècie (Isaac Newton).[11]
- Nombre és un compost d'unitats de la mateixa espècie (Euclides)[12]
- Nombre és el resultat de la mesura d'una grandària (Brennes).
- Nombre és una col·lecció d'objectes de la naturalesa dels quals fem abstracció (Boutroux).
- Nombre és el resultat de la comparació de qualsevol grandària amb la unitat (Benjamin Constant).
- Nombre és una col·lecció d'unitats (Tales de Milet).[13]
- Nombre és una progressió de molts començant per la unitat i una regressió acabant en aquesta (definició donada per Moderatus, filòsof neopitagòric).[14]
- Nombre és una multitud determinada (Èudox de Cnidos).[14]
- Nombre és un flux de quantitat fet d'unitats (Nicomac de Gerasa).[14]
- Nombre es percep per la negació de la continuïtat (Aristòtil).[15] (Entre moltes altres definicions.)[14]
- Nombre és la representació de la pluralitat (Kambly).
- Nombre és una col·lecció d'unitats (Condorcet).
- Nombre és la pluralitat mesurada per la unitat (Schuller, Natucci).
- Nombre és una expressió que determina una quantitat de coses de la mateixa espècie (Baltzer).
- Nombre és la classe de totes les classes equivalents a una classe donada (Bertrand Russell).[16]

## Tipus de nombres
Els nombres es poden classificar en conjunts, anomenats tipus de nombres (pels diferents mètodes d'expressar els nombres mitjançant símbols, tals com els nombres romans, vegeu sistema de numeració). Els diferents tipus de nombres es poden introduir per dos mètodes diferents: axiomàtic i constructivista.
El mètode axiomàtic consisteix a adoptar un conjunt d'axiomes. A partir d'aquests axiomes, per deducció lògica, es demostren els teoremes. Aquest plantejament se centra a estudiar les conseqüències d'un conjunt que compleixi els axiomes, però no li busca cap significat a aquest conjunt, no es preocupa que existeixi cap conjunt que compleixi els axiomes. De fet, si hi ha molts conjunts diferents que els compleixen tots, els teoremes que s'hagin demostrat hi seran vàlids per a tots.
El mètode constructivista introdueix els diferents tipus de nombres mitjançant la construcció d'un conjunt d'elements.

### Resum
Els nombres més intuïtius són els nombres naturals 0, 1, 2… que es fan servir per a comptar objectes. Si s'afegeixen nombres negatius, s'obtenen els enters. Els quocients d'enters generen els nombres racionals. Si s'hi inclouen tots els nombres que són expressables amb decimals, però que no són fraccions d'enters, s'obtenen els nombres reals; si a aquests se'ls afegeix el producte d'un real per l'arrel de -1 s'obtenen els nombres complexos, que són tots els nombres necessaris per a resoldre qualsevol equació algebraica. Es poden ampliar encara més els nombres, si s'afegeixen els infinits i els transfinits.
Entre els nombres reals, n'hi ha que no són solucions d'una equació polinomial o algebraica. Reben el nom de transcendents. L'exemple més famós d'aquests nombres és el nombre π (pi), un altre exemple fonamental i igual d'important és el nombre e, base dels logaritmes naturals o neperians. Aquests dos nombres estan relacionats entre ells per la identitat d'Euler: {\displaystyle e^{i\pi }+1=0}, també anomenada la fórmula més important del món, ja que relaciona la unitat amb -possiblement- els tres nombres més coneguts i útils en el món de les matemàtiques: 
- el nombre i ({\displaystyle {\sqrt {-1}}}),
- el nombre e (2,71828183…),
- el nombre π (3,14159265…).

{\displaystyle \mathbb {C} {\mbox{ Complexos}}{\begin{cases}\mathbb {R} &{\mbox{Reals}}{\begin{cases}\mathbb {Q} &{\mbox{Racionals}}{\begin{cases}\mathbb {Z} &{\mbox{Enters}}{\begin{cases}\mathbb {N} &{\mbox{Naturals}}\\&{\mbox{Enters negatius}}\end{cases}}\\&{\mbox{Fraccionaris}}\end{cases}}\\&{\mbox{Irracionals}}\end{cases}}\\&{\mbox{Imaginaris}}\end{cases}}}
Exemples dels diferents tipus de nombres:
| NOM         | SÍMBOL                       | EXEMPLES                                                 |
| NATURALS    | {\displaystyle \mathbb {N} } | 1, 2, 3, 4…                                              |
| ENTERS      | {\displaystyle \mathbb {Z} } | 1, -1, 2, -2, 3, -3…                                     |
| RACIONALS   | {\displaystyle \mathbb {Q} } | 1, 1/2, 4/3, -1/4…                                       |
| IRRACIONALS | {\displaystyle \mathbb {I} } | nombre e, nombre pi, {\displaystyle {\sqrt {2}}}         |
| REALS       | {\displaystyle \mathbb {R} } | 1, -1, 1/2, {\displaystyle {\sqrt {2}}}                  |
| COMPLEXOS   | {\displaystyle \mathbb {C} } | {\displaystyle 3+2i\,} on {\displaystyle i={\sqrt {-1}}} |

### Nombres naturals

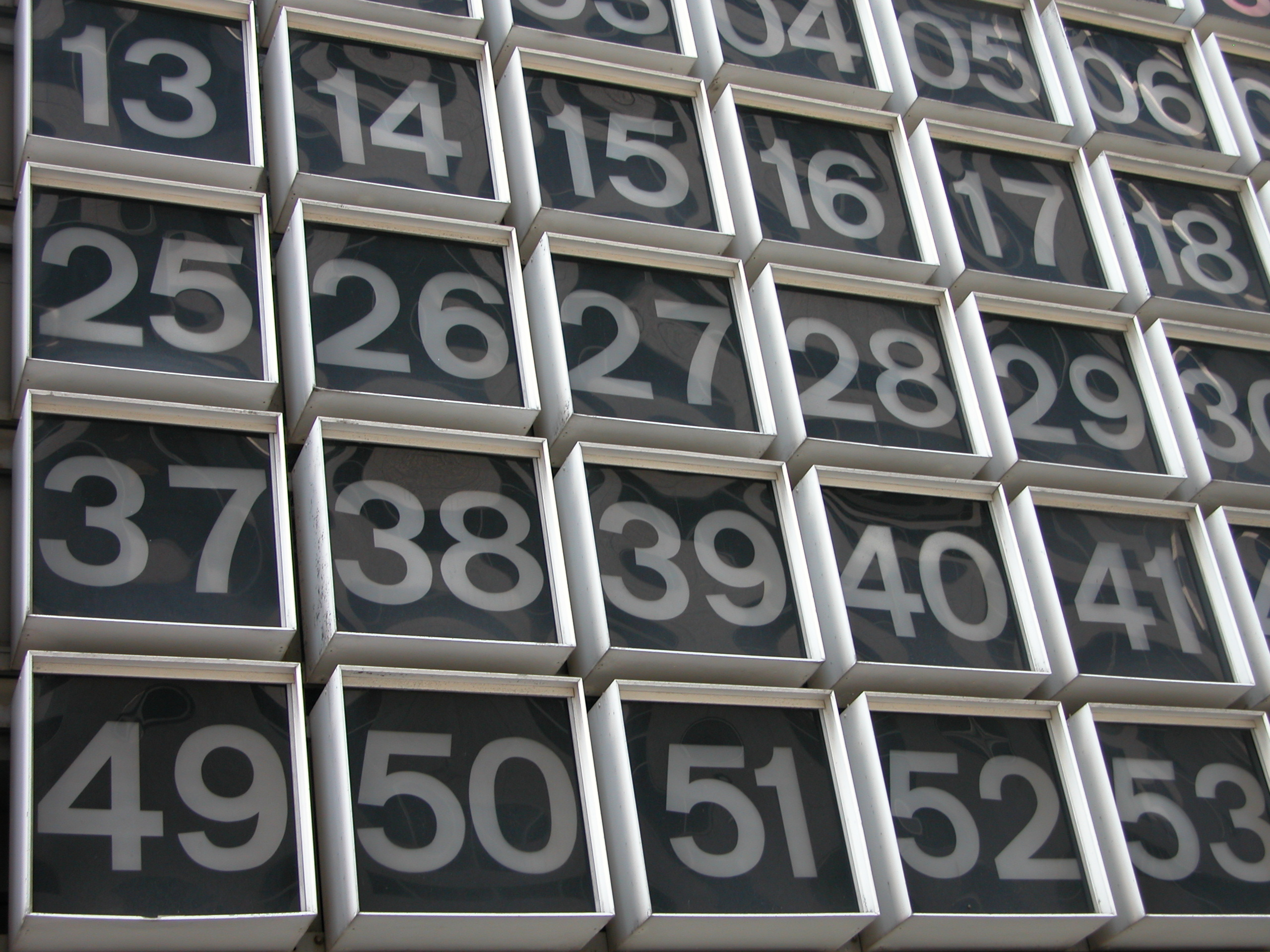
Nombres naturals

Un nombre natural és el que indica la quantitat d'elements de qualsevol conjunt finit. Els nombres naturals serveixen per a comptar i són el 0, 1, 2, 3… Alguns autors no consideren la quantitat d'elements del conjunt buit (el zero) com un dels elements del conjunt dels nombres naturals, llavors són 1, 2, 3…
En el sistema de numeració en base deu, els símbols per a escriure els nombres naturals empren deu xifres: 0, 1, 2, 3, 4, 5, 6, 7, 8 i 9. En aquest sistema de numeració en base deu, el dígit de més a la dreta indica les unitats, el següent les desenes, el següent les centenes i així successivament; cada dígit representa la quantitat, de vegades el valor de la seva posició i aquest valor és deu cops més gran que el valor de la posició del dígit de la seva dreta.
Aquest sistema de numeració va ser introduït a Catalunya per la influència dels musulmans d'al-Àndalus i des d'aquí es va divulgar per primer cop a la resta d'Europa occidental pel papa Silvestre II al voltant de l'any 1000. L'havia après a Santa Maria de Ripoll, on va estudiar sota la protecció del comte Borrell II de Barcelona.
El símbol que representa el conjunt de tots els nombres naturals és N, també s'escriu com a {\displaystyle \mathbb {N} }.
L'axiomatització dels nombres naturals la va fer per primer cop en Giuseppe Peano (vegeu els axiomes de Peano). Per a fer-ho, fa servir la funció simbolitzada per S (abreviatura de successor) i els axiomes són:
- Existeix un nombre natural 0.
- Cada nombre natural a té un successor que es diu Sa.
- No hi ha cap nombre natural que tingui com a successor el 0.
- Si dos nombres naturals són diferents, llavors tenen successors diferents: si {\displaystyle a\neq b\Rightarrow Sa\neq Sb}.
- Si el nombre 0 té una propietat i per cada nombre que tingui aquesta propietat també la té el seu successor, llavors tots els nombres naturals tenen aquesta propietat.

### Nombres enters
El conjunt dels nombres enters es construeix estenent els nombres naturals a base d'afegir-los-hi els nombres negatius.
Els nombres negatius es construeixen a base de fer que l'operació de restar tingui sempre un resultat.
Si cada nombre natural representa la quantitat d'elements d'un conjunt, es defineix la suma de dos nombres {\displaystyle n_{1}} i {\displaystyle n_{2}} com el nombre {\displaystyle n_{3}} ({\displaystyle n_{3}=n_{1}+n_{2}}), tal que representa la quantitat d'elements del conjunt unió dels altres dos.
La resta es defineix com l'operació inversa de la suma, així si {\displaystyle n_{3}=n_{1}+n_{2}} llavors {\displaystyle n_{1}=n_{3}-n_{2}} i {\displaystyle n_{2}=n_{3}-n_{1}}.
El conjunt dels nombres naturals es diu que és tancat respecte de la suma, perquè per a qualsevol parella de nombres naturals, el resultat de la seva suma és també un nombre natural.
Ara bé, resulta que el conjunt de nombres naturals no és tancat respecte de la resta perquè, per exemple, no existeix cap nombre natural que sumat a 1 doni zero, per tant 0-1 no té cap resultat dins del conjunt dels nombres naturals.
El nombre negatiu -n (oposat de n) es defineix com el nombre que sumat a n dona zero.
Els nombres negatius es poden interpretar com la quantitat d'elements, de conjunts amb elements especials, que en unir-se amb els conjunts que tenen elements normals, es neutralitzen o cancel·len o anul·len. Per exemple, una quantitat negativa de diners es pot emprar per a representar un deute de tal manera que en unir-se amb la mateixa quantitat però positiva es cancel·la el deute. La càrrega elèctrica d'un determinat nombre de partícules es pot representar amb un nombre negatiu de tal manera que en reunir-se amb un nombre igual de partícules que tenen la mateixa quantitat de càrrega però oposada es cancel·len mútuament i en resulta una matèria elèctricament neutra.
Els nombres negatius s'escriuen afegint un signe menys davant del nombre del qual en són oposats. Així, l'oposat del 7 s'escriu −7. Quant el conjunt de nombres negatius s'uneix amb el conjunt dels nombres naturals (inclòs el zero), s'obté el conjunt dels nombres enters Z (De l'alemany Zahl, plural Zahlen, que vol dir 'nombre'), també s'escriu com a {\displaystyle \mathbb {Z} }.

### Nombres racionals
Un nombre racional és el que es pot expressar com una raó entre dos nombres enters. És a dir, el quocient d'una quantitat (dita antecedent) dividida per una altra quantitat (dita conseqüent) que no pot ser zero.
Una raó es pot escriure com una fracció amb un numerador enter i un denominador natural diferent de zero.
La fracció m/n o
{\displaystyle m \over n\,}
representa la mida de reunir m parts iguals tals que cada una d'aquestes parts té una grandària tal que n parts juntes tenen la mateixa mida que la unitat. Dues fraccions diferents poden correspondre al mateix nombre racional; per exemple 1/2 i 2/4 són iguals, és a dir:
{\displaystyle {1 \over 2}={2 \over 4}\,}.
Si el valor absolut de m és més gran que n, llavors el valor absolut de la fracció és més gran que 1. Les fraccions poden ser més grans que, més petites que, o iguals a 1 i també poden ser positives, negatives o zero. El conjunt de totes les fraccions inclou els enters, ja que tot enter pot ser escrit com una fracció amb denominador 1. Per exemple −7 es pot escriure −7/1.
El símbol per a representar el conjunt dels nombres racionals és Q (de quocient), també s'escriu {\displaystyle \mathbb {Q} }.
El sistema de numeració decimal s'estén per a representar els nombres racionals a base d'afegir una coma (als Estats Units i al Regne Unit, en comptes d'una coma s'empra un punt), que separa la part entera de la part decimal del nombre. Els dígits de la dreta de la coma representen la quantitat de dècimes, centèsimes, mil·lèsimes, etc.
Tot nombre racional té una representació decimal que o bé s'acaba o bé arriba a un punt en què una seqüència de xifres, anomenada període, es repeteix infinitament. Per exemple, 1/2=0,5 o 1/3 = 0,3333… o 157/13=12,076923076923076923… 076923…
Això és fàcil de veure amb l'algorisme de la divisió, el residu de dividir el nombre ha de ser necessàriament més petit que el quocient; per a calcular la primera xifra decimal es multiplica per deu el residu i es divideix pel quocient si el nou residu és zero ja s'ha acabat; si és igual que l'anterior residu, la xifra decimal es repeteix infinitament. Si és diferent de l'anterior residu es continua l'algorisme, però la quantitat de nombres diferents més petits que el quocient és finita, per tant tard o d'hora es repetirà un residu i a partir d'aquí la successió de xifres decimals es repetirà infinits cops.

### Nombres reals
Els nombres reals són els que serveixen per a mesurar la quantitat de les coses reals que puguin ser dividides en fragments indefinidament petits. Com ara s'ha suposat que poden ser dividits la matèria, el temps, l'espai, la força, etcètera.
Els nombres racionals no són adequats per a representar les quantitats que es poden obtenir a base d'agregar infinites quantitats cada cop més petites, encara que la unió de totes doni una quantitat finita.
Per exemple, si a una magnitud unitat se li afegeix un nombre aleatori de dècimes, un nombre aleatori de centèsimes, un nombre aleatori de mil·lèsimes i així fins a l'infinit, s'obté una quantitat que, necessàriament, no és més gran que 2, però que, en general, no pot ser representada com un nombre racional, perquè, en general, ni s'acaben les xifres decimals (arriba a un punt en què només són zero), ni té per què tenir un període (una successió de xifres que es repeteixen indefinidament).
Els nombres reals es poden construir com a límit de successions creixents i fitades de nombres racionals. També es poden construir (amb el que es pot entendre com un subconjunt d'aquestes successions) com a: nombres que es poden representar en forma decimal amb una part entera i una part decimal que té infinites xifres decimals.
Cada nombre racional és també un nombre real.
Els nombres reals que no són racionals es diuen irracionals. Els nombres irracionals no es poden escriure com una fracció.
Històricament, el primer nombre irracional que es va saber que ho era, va ser {\displaystyle {\sqrt {2}}}, en tractar de mesurar la diagonal d'un quadrat sabent que el costat mesura una unitat. D'acord amb el teorema de Pitàgores, el quadrat d'aquesta diagonal ha de mesurar 2. Però és impossible que el quadrat de cap fracció mesuri 2. Per veure-ho, se suposa que n'hi ha una i es redueix, dividint el numerador i el denominador entre el màxim comú denominador de tots dos, de manera que no tinguin cap divisor comú. Llavors, quedaria una fracció p/q tal que {\displaystyle (p/q)^{2}=2}, però llavors hauria de ser {\displaystyle p^{2}=2q^{2}}, per tant p hauria de ser múltiple de 2 i si p és múltiple de 2, {\displaystyle p^{2}} és múltiple de quatre. Si {\displaystyle p^{2}} és múltiple de 4, es pot escriure com a {\displaystyle p^{2}=4r} per a algun nombre natural r. Per tant, hauria de ser {\displaystyle 4r=2q^{2}} i {\displaystyle 2r=q^{2}}O sigui, que q també hauria de ser múltiple de 2, per tant (com que el numerador i el denominador no tenen cap divisor comú) és impossible que el quadrat de cap fracció sigui 2.
Tal com s'han definit els nombres irracionals, és evident que cada nombre real o bé és racional o bé és irracional. Cada nombre real es correspon amb un punt de la recta real. Els nombres reals tenen la propietat que tot subconjunt fitat superiorment admet un extrem superior que també és un nombre real.
El símbol per a representar els nombres reals és R o {\displaystyle \mathbb {R} }.
Axiomàticament, els nombres reals es poden definir amb els axiomes següents:
- Els conjunt dels nombres reals R és un cos.
- El cos R és ordenat.
- El cos R és arquimedià. És a dir, per a tot parell d'elements de R x,y tals que 0>x>y existeix un nombre natural n tal que y>nx.
- Per a tot subconjunt de R fitat superiorment (diferent del conjunt buit), existeix un element de R que és la més petita de totes les fites superiors. D'aquest element se'n diu extrem superior.

### Nombres complexos
Els nombres complexos són una extensió dels nombres reals. Històricament, aquest conjunt va sorgir a partir de la qüestió de si un nombre negatiu podia tenir arrel quadrada. Aquesta qüestió condueix a la invenció d'un nou nombre: l'arrel quadrada de -1. L'arrel quadrada de -1 va ser designada amb la lletra i per Leonhard Euler (en electrotècnia, s'hi fa servir la lletra j per no confondre-la amb la intensitat del corrent elèctric) i se n'hi diu la unitat imaginària. Els nombres complexos són tots els nombres de la forma:
{\displaystyle \,a+bi}
en què a i b són nombres reals. En l'expressió a + bi, del nombre real a se'n diu la part real i de b se'n diu la part imaginària. Si la part real d'un nombre complex és zero, llavors es diu que és un nombre imaginari; si la part imaginària és zero, llavors el nombre és un nombre real. Per tant, els nombres reals es poden considerar un subconjunt dels nombres complexos. Si les parts real i imaginària d'un nombre complex són totes dues enters, llavors es diu que el nombre és un enter gaussià.
El símbol que representa els nombres complexos és C o {\displaystyle \mathbb {C} }.
En àlgebra abstracta, els nombres complexos són un exemple d'un cos algebraicament tancat, això vol dir que tot polinomi amb coeficients complexos pot ser descompost en factors de primer grau (o factors lineals). Això és el teorema fonamental de l'àlgebra.
Igual que el conjunt dels nombres reals, el conjunt dels nombres complexos és un cos i és complet, però a diferència dels reals no és totalment ordenat. És a dir, no té sentit dir que i és més gran que 1, com tampoc no en té de dir que i és més petit que 1.
Per representar els nombres complexos es fa servir el pla complex. A cada nombre complex, se li fa correspondre un punt que té com a ordenat la part real i com a abscissa la part imaginària.
Amb aquesta representació, cada nombre complex es pot representar com el vector que va des de l'origen fins al punt en qüestió. Aquest vector té per mòdul: {\displaystyle r={\sqrt {a^{2}+b^{2}}}} i angle: {\displaystyle \alpha =\arctan \left({\frac {b}{a}}\right)}. En què a és la part real i b la part imaginària.
Per tant, el nombre complex també es pot escriure com a {\displaystyle r(\cos(\alpha )+i\sin(\alpha ))} i en multiplicar dos nombres complexos resulta:
{\displaystyle r_{1}(\cos(\alpha _{1})+i\sin(\alpha _{1}))\times r_{2}(\cos(\alpha _{2})+i\sin(\alpha _{2}))=}
{\displaystyle =r_{1}r_{2}(\cos(\alpha _{1})\cos(\alpha _{2})-\sin(\alpha _{1})\sin(\alpha _{2}))+i(\cos(\alpha _{1})\sin(\alpha _{2})+\sin(\alpha _{1})\cos(\alpha _{2}))\,}
I tenint en compte les expressions del sinus i del cosinus de la suma d'angles (vegeu trigonometria), resulta:
{\displaystyle r_{1}(\cos(\alpha _{1})+i\sin(\alpha _{1}))\times r_{2}(\cos(\alpha _{2})+i\sin(\alpha _{2}))=r_{1}\times r_{2}(\cos(\alpha _{1}+\alpha _{2})+i(\sin(\alpha _{1}+\alpha _{2}))\,}.
És a dir, el producte de dos nombres complexos és un nombre complex que té per mòdul el producte de mòduls i per angle la suma d'angles.
Per tant, si els mòduls són unitaris, els producte de nombres complexos dona lloc a la suma d'angles. Aquesta propietat és la que obre la porta a la relació entre els nombres complexos, les funcions trigonomètriques i les funcions exponencials. A partir d'aquesta relació, els nombres complexos tenen moltes aplicacions en la resolució d'equacions diferencials, en regulació automàtica, en vibracions, ones, electrotècnia i electromagnetisme.
Cada un dels tipus de nombres que s'ha mencionat anteriorment és un subconjunt propi del tipus següent. Simbòlicament, N ⊂ Z ⊂ Q ⊂ R ⊂ C.

### Altres tipus
Els nombres hiperreals són una extensió dels nombres reals feta a base d'afegir-los nombres infinitesimalment petits i nombres infinitament grans. En càlcul infinitesimal, permeten simplificar els càlculs, les demostracions i, en general, la seva aplicació a la física i a la tècnica sense pèrdua de rigor. En enginyeria, seguint la notació de Leibniz, s'han aplicat sempre, fins i tot abans que es definissin rigorosament, i hi ha molts llibres que aparentment tenen manca de rigor si no es llegeixen com a emprant nombres hiperreals per a designar quantitats infinitament petites (diferencial de…) de les quals després, per sumar-ne una quantitat infinita, es calcula una integral, o que després es divideixen entre si i en resulta una derivada, o en sumar-les, algunes en desapareixen perquè són infinitèsims d'ordre superior…
S'ha suggerit que els nombres hiperreals són els que s'haurien de fer servir en l'ensenyament elemental del càlcul infinitesimal.
Els nombres p-àdics: la idea que hi ha al darrere dels nombres p-àdics és que, mentre els nombres reals tenen una representació digital amb infinites xifres a la dreta de la coma decimal, els nombres p-àdics permeten expressions infinitament llargues a l'esquerra de la coma. El conjunt de nombres que en resulta depèn de la base que es fa servir per als dígits. Qualsevol base és possible, però els sistemes que obtenen les propietats matemàtiques més interessants són els que fan servir com a base un nombre primer.
Per tractar amb conjunts infinits (comptar el nombre dels seus elements), s'han generalitzat els nombres naturals creant els nombres ordinals i els nombres cardinals. Els primers donen l'ordenació del conjunt mentre els últims donen la seva grandària. Per als conjunts finits, els nombres ordinals i cardinals són equivalents, però en els casos infinits difereixen.
També hi ha altres conjunts de nombres que es fan servir per a aplicacions especialitzades. Alguns són subconjunts dels nombres complexos. Per exemple, els nombres algebraics són les arrels dels polinomis amb coeficients racionals. Dels nombres complexos que no són algebraics, se'n diu nombres transcendents.
D'altres no són subconjunts dels nombres complexos, per exemple els quaternions H, inventats per William Rowan Hamilton: en aquests, la multiplicació no és commutativa, i els octonions, en els quals la multiplicació no és associativa.

## Història

### Història dels enters

#### Els primers nombres
S'especula que els primers usos coneguts dels nombres es retrotrauen a fa més de 30.000 anys: s'han trobat ossos i altres objectes amb marques tallades damunt seu que, sovint, s'han considerat marques per a dur el compte d'alguna cosa. S'ha suggerit que la utilització d'aquestes marques podria tenir quelcom a veure amb dur el compte del temps, com per exemple un nombre de dies, o mantenir enregistrades quantitats.
Els sistemes de marques no tenen el concepte de valor posicional (tal com té l'actual sistema de numeració decimal); això limita la seva aplicació a l'hora de representar nombres grans. Sovint, s'ha considerat que aquest és el primer tipus de sistema abstracte que es podria haver fet servir, i que podria ser considerat un sistema de numeració.
El primer sistema conegut amb valor posicional va ser el mesopotàmic, un sistema en base 60 (3400 aC), i el sistema en base 10 més antic que es coneix data del 3100 aC a Egipte.

#### Història del zero

Nombres maies

La utilització del zero com a nombre s'ha de distingir del seu ús com a element per ocupar un lloc en els sistemes de numeració en què el valor de les xifres depèn de la seva posició. Molts textos indis antics fan servir la paraula Shunya en sànscrit per a referir-se al concepte de buit; en matemàtiques, aquesta paraula sovint es podria fer servir per a referir-se al nombre zero.
Els registres mostren que els antics grecs semblaven insegurs respecte de l'estatus del zero com a nombre: es preguntaven com 'no res' pot ser res?, i arribaren a interessants filosofies i, durant el període medieval, a arguments religiosos sobre la naturalesa i l'existència del zero i del buit. Les paradoxes de Zenó d'Elea depenen en gran manera d'interpretacions incertes del zero. (Els antics grecs, fins i tot, es qüestionaven si l'1 era un nombre.)
Els olmeques, població al sud i centre de Mèxic, varen començar a fer servir el zero (un símbol en forma de closca) al Nou Món, possiblement als voltants del segle iv aC però amb tota certesa a l'any 40, que va esdevenir una part integral dels nombres maies i del calendari maia, però no va tenir cap influència en els sistemes de numeració del Vell Món.
Als voltants de l'any 130, Ptolemeu, influenciat per Hiparc de Nicea i els babilonis, utilitzava un símbol per a representar el zero (un cercle petit amb una llarga ratlla al damunt) dins d'un sistema de numeració sexagesimal, en comptes d'utilitzar els numerals grecs alfabètics. Com que el feia servir tot sol, no sols com un símbol per a ocupar l'espai, aquest zero hel·lenístic va ser el primer ús documentat d'un autèntic zero al Vell Mon. En manuscrits romans d'Orient posteriors a la seva Sintaxi matemàtica (Almagest), el zero hel·lenístic es va transformar en la lletra grega òmicron (que, altrament, significava 70).
Un altre zero verdader es va fer servir en les taules de nombres romans pel 525 (el primer ús conegut va ser per Dionís l'Exigu), però com a paraula, nulla, que significa 'no res', no com a símbol. Quan una divisió donava zero de residu, es feia servir nihil, que també significa 'no res'. Aquests zeros medievals varen ser fets servir per tots els calculistes medievals posteriors. Un ús aïllat de la seva inicial N, va ser fet servir en una taula de numerals romans per Bede o algun col·lega seu al voltant del 725, un autèntic símbol zero.
Un ús documentat del zero per Brahmagupta (en el Brahmasphutasiddhanta) data del 628. Va tractar el zero com un nombre i va discutir les operacions en què estava involucrat, incloent-hi la divisió. Per aquella època (segle vii), el concepte s'havia assolit clarament, i la documentació demostra que la idea es va estendre més tard a la Xina i al món islàmic.

#### Història dels nombres negatius
El concepte abstracte de nombres negatius va ser reconegut entre el 100 aC - 50 aC. L'obra xinesa Els nou capítols de les arts matemàtiques (九章算术) (Jiu-zhang Suanshu) conté mètodes per a trobar àrees de figures; es feien servir barres vermelles per a denotar coeficients positius i barres negres per als negatius. Aquesta és la menció dels nombres negatius més antiga coneguda a l'Est; la primera referència en un treball occidental va ser al segle iii a Grècia. Diofant d'Alexandria va fer referència a l'equació que avui s'escriuria com a {\displaystyle 4x+20=0} (la solució ha de ser negativa) en Aritmètica, dient que l'equació donava un resultat absurd.
Durant els anys 600, els nombres negatius s'usaven de manera habitual a l'Índia per a representar deutes. La referència anterior de Diofant va ser discutida de manera més explícita pel matemàtic indi Brahmagupta, en Brahma-Sphuta-Siddhanta (628), que va fer servir nombres negatius per a produir la forma general de la fórmula quadràtica que es continua fent servir avui en dia. Però, al segle xii a l'Índia, Bhaskara II obté les arrels negatives de les equacions quadràtiques, però diu que el valor negatiu «en aquest cas no s'ha d'adoptar, perquè és inadequat; la gent no aprova les arrels negatives».
Els matemàtics europeus, majoritàriament, es varen resistir al concepte de nombres negatius fins al segle xvii, tot i que Fibonacci admetia solucions negatives en problemes financers en què es podien interpretar com a deutes (capítol 13 del Liber Abaci, 1202) i més tard en el cas de pèrdues (en Flos). Al mateix temps, els xinesos indicaven els nombres negatius a base de dibuixar una ratlla diagonal travessant el dígit de més a la dreta diferent de zero del corresponent nombre positiu. El primer ús dels nombres negatius en un treball europeu va ser fet per Nicolas Chuquet durant el segle xv. Els va fer servir com a exponents, però s'hi referia com a nombres absurds.
Fins i tot en dates tan recents com al segle xviii, el matemàtic Suís Leonhard Euler creia que els nombres negatius eren més grans que l'infinit, i era pràctica habitual d'ignorar qualsevol resultat negatiu que donessin les equacions basant-se en la suposició que no eren significatius, tal com va fer René Descartes amb les solucions negatives d'un sistema de coordenades cartesianes.

### Història dels nombres racionals, irracionals i reals

#### Història dels nombres racionals
És versemblant que el concepte de nombre fraccionari dati dels temps prehistòrics. Fins i tot, els antics egipcis varen escriure textos matemàtics que descrivien com convertir fraccions generals en les seves fraccions amb notació especial. Els matemàtics indis i de la Grècia clàssica varen fer estudis sobre la teoria dels nombres racionals, com a part de l'estudi general de la teoria de nombres. El més conegut de tos són els Elements d'Euclides, que data aproximadament del 300 aC. Dels textos indis, el més rellevant és el Sthananga Sutra, que també cobreix la teoria de nombres com a part d'un estudi general de matemàtiques.
El concepte de fracció decimal està lligat estretament a la notació amb valor posicional decimal; tots dos sembla que s'hagin desenvolupat en paral·lel. Per exemple, és habitual en les matemàtiques de Sutra d'incloure càlculs d'aproximacions en fraccions decimals de pi o de l'arrel quadrada de dos. De manera similar, els textos matemàtics babilonis havien fet servir sempre fraccions sexagesimals amb gran freqüència.

#### Història dels nombres irracionals
L'ús més antic conegut de nombres irracionals va ser en el Sulba Sutra, compost entre 800-500 aC. Les primeres demostracions de l'existència dels nombres irracionals s'atribueix habitualment a Pitàgores, de manera més específica al pitagòric Hipàs de Metapont, que va obtenir una demostració (molt probablement geomètrica) de la irracionalitat de l'arrel quadrada de dos. La llegenda diu que Hippasus va descobrir els nombres irracionals quan intentava de representar l'arrel quadrada de dos com una fracció. Però Pitàgores creia en la qualitat absoluta dels nombres, i no podia acceptar l'existència dels nombres irracionals. No podia demostrar la seva inexistència amb la lògica, però la seva creença no podia acceptar l'existència dels nombres irracionals i, per això, va sentenciar Hippasus a morir ofegat.
El segle xvi va veure l'acceptació definitiva per part dels europeus dels nombres enters negatius i no negatius i dels fraccionaris. El segle xvii va veure les fraccions decimals amb la notació moderna força generalment usada pels matemàtics. Però no va ser fins al segle xix que els irracionals no varen ser separats entre algebraics i transcendents, i es va reprendre altre cop un estudi científic de la teoria dels irracionals. Varen romandre gairebé dormint des d'Euclides. L'any 1872, va veure la publicació de les teories de Karl Weierstrass (pel seu alumne Kossak), Heine (Crelle, 74), Georg Cantor (Annalen, 5), i Richard Dedekind. Charles Méray va adoptar el 1869 el mateix punt de partida que Heine, però la teoria és referida habitualment a l'any 1872. El mètode de Weierstrass ha estat completament desenvolupat per Salvatore Pincherle (1880), i el de Dedekind ha agafat rellevància addicional pel treball posterior de l'autor (1888) i la confirmació recent de Paul Tannery (1894). Weierstrass, Cantor i Heine basen les seves teories en sèries infinites, mentre Dedekind fonamenta les seves en la idea d'una partició (Schnitt) en el sistema de nombres reals; separen tots els nombres racionals en dos grups que tenen certes propietats característiques. La matèria ha rebut contribucions posteriors a les mans de Weierstrass, Kronecker (Crelle, 101), i Méray.
Les fraccions contínues, estretament relacionades amb els nombres irracionals, varen rebre atenció a les mans d'Euler, i al començament del segle xix varen agafar importància amb els escrits de Joseph Louis Lagrange. Altres contribucions dignes d'esment han estat fetes per Druckenmüller (1837), Kunze (1857), Lemke (1870), i Günther (1872). Ramus (1855) és el primer que va connectar la matèria amb els determinants, resultant-ne les subsegüents contribucions de Heine, Möbius i Günther, en la teoria de Kettenbruchdeterminanten. Dirichlet també va fer aportacions a la teoria general, així com nombroses contribucions a la seva aplicació.

#### Nombres transcendents i reals
Els primers resultats referents als nombres transcendents varen ser les demostracions de Lambert's (1761) que π no pot ser racional, i també que en és irracional si n és racional (tret del cas n = 0). (La primera referència a la constant e va ser feta en el treball de Napier (1618) sobre logaritmes.) Legendre va estendre aquesta demostració per demostrar que π no és l'arrel quadrada de cap nombre racional. La cerca d'arrels de l'equació de cinquè grau i d'equacions de graus superiors va conduir a un desenvolupament important, El teorema d'Abel–Ruffini (Ruffini 1799, Abel 1824) demostra que no es poden resoldre amb radicals (fórmula que conté només operacions aritmètiques i arrels). A partir d'aquí, va ser necessari de considerar un conjunt més ampli, el dels nombres algebraics (totes les solucions d'equacions polinòmiques). Galois (1832), lligant les equacions polinòmiques a la teoria de grups, va crear el camp de la teoria de Galois.
Fins i tot el conjunt dels nombres algebraics no és suficient i tot el conjunt dels nombres reals inclou els nombres transcendents, l'existència dels quals va ser establerta per primer cop per Liouville (1844, 1851). Hermite va demostrar al 1873 que e és transcendent i Lindemann va demostrar al 1882 que π és transcendent. Finalment, Cantor demostra que el conjunt de tots els nombres reals és infinit i no numerable, però com que el conjunt de tots els nombres algebraics és infinit numerable, hi ha d'haver una quantitat infinitament no numerable de nombres transcendents.

### Infinit
La concepció més antiga coneguda de l'infinit matemàtic apareix en Yajur Veda, que en un determinat punt estableix que si detreus una part de l'infinit o afegeixes una part a l'infinit, el que en roman és encara infinit. La infinitud va ser un tema popular d'estudi filosòfic entre els matemàtics jain al voltant de 400 aC. Distingien entre cinc tipus d'infinitud: infinit en una i dues direccions, infinit en àrea, infinit a tot arreu, i infinit perpètuament.
A l'Occident, la noció tradicional d'infinitud matemàtica va ser definida per Aristòtil, que distingia entre infinit actual i infinit potencial; el consens general era que només l'últim tenia un vertader valor. Les Dues noves ciències de Galileu discuteix la idea d'unió bijectiva entre conjunts infinits. Però el següent avenç important en la teoria va ser fet per Georg Cantor; el 1895, va publicar un llibre sobre la seva nova teoria de conjunts, introduint-hi, entre altres coses, la hipòtesi del continu.
La geometria projectiva dona una visió moderna de la infinitud en introduir punts ideals a l'infinit, un per cada direcció de l'espai. Per a cada família de línies paral·leles en una direcció donada, es postula que convergeix al corresponent punt ideal. Aquesta idea està estretament relacionada amb la idea dels punts de fuga de la perspectiva en la tècnica del dibuix.

### Història dels nombres complexos
Les primeres però efímeres referències a arrels de nombres negatius es donen en els treballs del matemàtic i inventor Heró d'Alexandria al segle i, quan estudiava el volum d'un tronc impossible d'una piràmide. Al segle xvi, varen esdevenir més freqüents a causa del fet que els matemàtics italians Niccolo Fontana Tartaglia i Gerolamo Cardano varen descobrir les fórmules per a calcular les arrels de l'equació de tercer grau i la de quart. Aviat s'adonaren que aquestes fórmules, fins i tot si només s'està interessat en les solucions reals, de vegades requereixen la manipulació d'arrels quadrades de nombres negatius.
Això va ser doblement inquietant, ja que en aquella època fins i tot els nombres negatius encara no es considerava que tinguessin una fonamentació gaire sòlida. El terme imaginari per a aquestes quantitats va ser encunyat per René Descartes al 1637. Una altra font de confusió va ser que l'equació: 
{\displaystyle {\sqrt {-1}}^{2}={\sqrt {-1}}{\sqrt {-1}}=-1}
semblava ser capriciosament inconsistent amb la identitat algebraica: 
{\displaystyle {\sqrt {a}}{\sqrt {b}}={\sqrt {ab}}},
la qual és vàlida per a nombres reals positius a i b, i que també va ser usada en càlculs amb nombres complexos amb un dels a, b positiu i l'altre negatiu. L'ús incorrecte d'aquesta identitat i de la identitat relacionada: 
{\displaystyle {\frac {1}{\sqrt {a}}}={\sqrt {\frac {1}{a}}}}
Aquesta dificultat els va portar a la convenció de fer servir el símbol especial i en comptes de √−1 per guardar-se'n d'aquest error.
El segle xviii va veure les feines d'Abraham de Moivre i Leonhard Euler. A De Moivre es deu (1730) la ben coneguda fórmula que du el seu nom, fórmula de De Moivre:
{\displaystyle (\cos \theta +i\sin \theta )^{n}=\cos n\theta +i\sin n\theta \,}
I a Euler (1748) la fórmula d'Euler de l'anàlisi complexa:
{\displaystyle \cos \theta +i\sin \theta =e^{i\theta }.\,}
L'existència dels nombres complexos no va ser completament acceptada fins que Caspar Wessel, al 1799, va descriure la seva interpretació geomètrica; aquesta interpretació va ser redescoberta i popularitzada uns quants anys més tard per Carl Friedrich Gauss, i com a resultat la teoria dels nombres complexos va rebre una notable expansió. Ara bé, la idea de la representació gràfica dels nombres complexos havia aparegut abans, ja el 1685, en De Algebra tractatus de Wallis.
També el 1799, Gauss va obtenir la primera demostració generalment acceptada del teorema fonamental de l'àlgebra, mostrant que cada polinomi sobre els nombres complexos té un conjunt complet de solucions en aquest reialme. L'acceptació general dels nombres complexos no li deu pas poc a les feines d'Augustin Louis Cauchy i Niels Henrik Abel, i especialment a l'últim, que va ser el primer a usar atrevidament els nombres complexos amb un èxit que és ben conegut.
Gauss va estudiar els nombres complexos de la forma a + bi, en què a i b són enters o racionals (i i és una de les dues arrels de {\displaystyle x^{2}+1=0}). El seu alumne, Ferdinand Eisenstein, va estudiar els tipus a + bω, en què ω és una arrel complexa de {\displaystyle x^{3}-1=0}. Altres classes de nombres complexos com aquestes (anomenades cossos ciclotòmics) es deriven de les arrels de la unitat {\displaystyle x^{k}-1=0} per a valors superiors de k. Aquesta generalització és deguda a Ernst Kummer, que també va inventar els nombres ideals, els quals varen ser expressats com a identitats geomètriques per Felix Klein el 1893. La teoria general de camps va ser creada per Évariste Galois, que va estudiar els camps generats per les arrels de qualsevol equació polinòmica {\displaystyle F(x)=0}.
Al 1850, Victor Puiseux va donar el pas clau de distingir entre punts polars i punts brancals, i va introduir el concepte de punts singulars essencials; això conduiria cap al concepte de pla complex estès.

### Nombres primers
Els nombres primers han estat estudiats al llarg de tota la història. Euclides va dedicar un llibre dels Elements a la teoria dels nombres primers; en aquest llibre, es demostra la infinitud dels nombres primers i el teorema fonamental de l'aritmètica, i va presentar l'algorisme d'Euclides per trobar el màxim comú divisor de dos nombres.
El 240 aC, Eratòstenes va fer servir el garbell d'Eratòstenes per a aïllar ràpidament els nombres primers de la resta. Però la majoria dels desenvolupaments posteriors de la teoria dels nombres primers a Europa data del Renaixement i de temps posteriors.
El 1796, Adrien-Marie Legendre va conjecturar el teorema dels nombres primers, descrivint la distribució asimptòtica dels nombres primers. Un altre resultat referent a la distribució dels nombres primers inclou la demostració d'Euler, en què la suma dels recíprocs dels nombres primers divergeix, i la conjectura de Goldbach, segons la qual qualsevol nombre parell més gran que dos és la suma de dos nombres primers. Encara una altra conjectura relativa a la distribució dels nombres primers és la hipòtesi de Riemann, formulada per Bernhard Riemann al 1859. El teorema dels nombres primers va ser demostrat finalment per Jacques Hadamard i Charles de la Vallée-Poussin el 1896.